# Ronald Ockhuysen
Ronald Ockhuysen (Ankeveen, 23 juli 1966) is sinds 1 juni 2021 directeur van de VandenEnde Foundation, het particulier fonds van Joop van den Ende en Janine van den Ende. Eerder was Ockhuysen van 2015 tot en met 2020 hoofdredacteur van Het Parool.

## Dagbladen
Ockhuysen werkte bij Het Parool sinds 2008. Hij was eerst chef Kunst & Media en werd in 2011 adjunct-hoofdredacteur. In 2015 begon hij als hoofdredacteur als opvolger van Barbara van Beukering. Tijdens zijn hoofdredacteurschap won de Amsterdamse krant vier keer een internationale prijs, waaronder World’s Best Designed Newspaper (in 2016 en 2017). Ook groeide de krant online van 98.000 unieke bezoekers per dag naar 410.000 unieke bezoekers per dag. Eerder werkte Ockhuysen bij de Volkskrant. Daar begon hij op 25-jarige leeftijd als toneelrecensent. Later werd hij mediaredacteur. In die hoedanigheid schreef hij de column Het Landschap in de wekelijkse mediabijlage Stroom. Tussen 1998 en 2008 was Ockhuysen filmjournalist. Hij deed jarenlang verslag van de filmfestivals van Cannes, Venetië, Toronto en Berlijn. Hij interviewde onder anderen Al Gore, Quentin Tarantino, José Saramago, Martin Scorsese, Mike Tyson, Mick Jagger en Pelé.

## Televisie
Tussen 2002 en 2008 werkte Ockhuysen ook als programmamaker bij de VPRO. Hij was presentator en mede-samensteller van het R.A.M.-journaal (dagelijkse verslagen van de filmfestivals van Cannes, Rotterdam en het IDFA in Amsterdam) en Cinema.nl, een filmprogramma dat in 2006 en 2007 werd uitgezonden op het toenmalige Nederland 2. In 2010 werkte Ockhuysen mee aan de 15 minuten durende film Hoe maak ik een goede recensie?, die wordt gebruikt als educatiemateriaal voor scholieren.

## Achtergrond
Ockhuysen studeerde Culturele Studies aan de Universiteit van Amsterdam. Binnen die studie specialiseerde hij zich in de recente geschiedenis van de Nederlandse toneelschrijfkunst.